# نووه سوودانه
نووه سوودانه (به لاتین: Nowe Sołdany) یک روستا در لهستان است که در گمینا گیژتسکو واقع شده‌است. نووه سوودانه ۹۰ نفر جمعیت دارد.